# Extremadurees voetbalelftal (mannen)
Het Extremadurees voetbalelftal is een team van voetballers dat de Spaanse autonome regio Extremadura vertegenwoordigt bij internationale wedstrijden. Extremadura is geen lid van de FIFA en de UEFA en is dus uitgesloten van deelname voor het WK en het EK.

## Recente uitslagen
| Jaar          | Tegenstander       | Uitslag | Stadion                          |
| december 2007 | Equatoriaal-Guinea | 2 - 1   | Estadio Nuevo Vivero, Badajoz    |
| december 2008 | Peru               | 2 - 2   | Estadio Príncipe Felipe, Cáceres |